# Brian Taylor
Brian Taylor és un cineasta estatunidenc. És conegut sobretot per col·laborar amb Mark Neveldine a l'equip d'escriptura i direcció Neveldine/Taylor.

## Carrera
Taylor va assistir a la Los Angeles Film School a Hollywood i va començar la seva carrera com a director de fotografia, treballant en pel·lícules independents i curtmetratges de baix pressupost. A principis dels anys 2000, Taylor es va unir amb Mark Neveldine per formar l'equip de direcció Neveldine/Taylor. Conegut pel seu treball de càmera d'alta energia, l'equip va signar amb @radical.media el 2004 com a directors comercials. Van rodar campanyes per a Nike, Powerade, Budweiser i molts altres abans de passar a la pantalla gran el 2006 amb el seu primer llargmetratge, Crank.
Segons Taylor, l'alta adrenalina Crank va ser escrita com "un atac a la realització de pel·lícules d'estudi". La pel·lícula va generar una seqüela, Crank: High Voltage (2009) que Quentin Tarantino va anomenar "Els Gremlins 2 de les pel·lícules d'acció". L'equip va ser pioner amb la càmera RED ONE en el mashup distòpic de ciència-ficció El jugador (2009), i després va caminar per Europa amb Nicolas Cage a Ghost rider: Esperit de venjança (2011).
El febrer de 2012, Taylor va signar un acord de set xifres amb Sony Pictures per escriure i dirigir una adaptació cinematogràfica de la sèrie de videojocs Twisted Metal.Al setembre de 2017, Brian Taylor va confirmar que Sony havia cedit la pel·lícula Twisted Metal, sentint que la base de fans de la sèrie no justificava l’augment del pressupost que tindria realitzar-la.
El 2016, Taylor es va unir a Grant Morrison per adaptar la novel·la gràfica Happy! per a pel·lícules originals. La sèrie es va estrenar a SyFy el 2017.  Brian i Grant van adaptar l'obra mestra d'Aldous Huxley Brave New World amb Amblin/UCP com a sèrie dels Estats Units el 2018.
El 2017, Taylor va escriure i dirigir la pel·lícula de comèdia de terror Mom and Dad protagonitzada per Nicolas Cage, Selma Blair i Anne Winters. La pel·lícula es va estrenar al Festival Internacional de Cinema de Toronto de 2017 com a part de la programació Midnight Madness i es va estrenar als cinemes el 19 de gener de 2018. El 2024, Taylor va dirigir el reinici d'imatge real Hellboy: The Crooked Man.

## Filmografia

### AmbMark Neveldine
| Any  | Títol                            | Director | Guionista | Productor | Operador de càmera |
| ---- | -------------------------------- | -------- | --------- | --------- | ------------------ |
| 2006 | Crank                            | Sí       | Sí        | executiu  | Sí                 |
| 2008 | Pathology                        | No       | Sí        | Sí        | Sí                 |
| 2009 | Crank: High Voltage              | Sí       | Sí        | executiu  | Sí                 |
| 2009 | El jugador                       | Sí       | Sí        | executiu  | Sí                 |
| 2010 | Jonah Hex                        | No       | Sí        | No        | No                 |
| 2011 | Ghost rider: Esperit de venjança | Sí       | No        | No        | Sí                 |

### Treballs en solidari
| Any       | Títol                    | Director | Guionista | Productor | Notes                                |
| --------- | ------------------------ | -------- | --------- | --------- | ------------------------------------ |
| 2003      | Biker Boyz               | No       | No        | No        | Artista d’efectes visuals            |
| 2009      | Kid Revolver             | No       | No        | executiu  | Curtmetratge                         |
| 2017–2019 | Happy!                   | Sí       | Sí        | executiu  | Dirigí 9 episodis, Escriu 5 episodis |
| 2017      | Mom and Dad              | Sí       | Sí        | Sí        |                                      |
| 2024      | Hellboy: The Crooked Man | Sí       | No        | No        |                                      |